# オオシビレタケ
オオシビレタケ（大痺茸、学名: Psilocybe subaeruginascens）は、ヒメノガステル科シビレタケ属に属する小型のキノコ（菌類）。幻覚成分であるシロシビンを含有する。異名はワライタケモドキ。本キノコは Psilocybe subfimetariaやPsilocybe stuntziiと密な関係にある。

## 特徴
子実体は傘と柄からなる。傘ははじめ円錐形、後に平らに開くが中心部は円錐状に尖る。傘の表面は湿っているときは暗オリーブ色からオリーブ褐色、乾いてるときは淡灰緑色から淡肉桂色になる。傘裏側のヒダは、柄に対して直生か上生し、やや密に配列し、はじめ淡黄土色で成熟すると紫褐色になる。ヒダの縁は白色微粉状。柄は細長く中空。柄の表面は白色または下方に向かってやや褐色を帯びる。柄の上部にツバの痕跡が残るが、古くなるとなくなる。柄の根元には白色の菌糸束がある。
傘や柄を傷をつけると青変する。味やにおいに特徴はない。
食用のナラタケとの誤食の例がある。

## 生態
春から初夏にかけて、腐葉土、堆肥、腐った藁屑、捨てられたもみ殻、植物の残骸が混じった地上などに単生から散生、または群生する。時に糞に発生する。
日本の南部やジャワ島の亜熱帯地方に発生する。近縁種のPsilocybe ovoideocystidiataは、カリフォルニア州のベイエリアにて報告されている。
日本での発生例は、10月に山形県南陽市の豆畑に群生、6月の群馬県沼田市の自宅裏庭、熊本・菊池市。

## 毒
日本での中毒例の報告は1987年が初で、その際LSDに似た幻覚作用を持つシロシビンが検出されている。その際、約15本を食べた者は、故意に嘔吐したが、目を閉じると鮮やかな色彩が動く幻視を見るなど体験し、口の痛み、息苦しさなどの症状を呈した。量が多いと、知覚麻痺や意識障害を起こすことがあるといわれている。
幻覚成分であるシロシビンを含むキノコ類は、2002年より日本の麻薬及び向精神薬取締法における麻薬原料植物（菌類だが）として故意の所持・使用は規制されている。